# Charterhouse
Charterhouse fue una villa en la provincia romana de Britania. Su sitio está ubicado justo al oeste del pueblo de Charterhouse-on-Mendip en el condado inglés de Somerset.
Su nombre en latín puede haber sido Iscalis, pero esto está lejos de ser cierto. Basado en las inscripciones sobre un lingote de plomo romano BRIT. EX. ARG. VEB, que significa "británico (plomo) de VEB ... obras de plomo y plata", el nombre romano se ha reconstruido como Vebriacum (con Iscalis ubicada de manera más plausible en Cheddar).
Está asociado con el castro de la Edad del Hierro Charterhouse Camp. El paisaje romano ha sido designado como Monumento Antiguo Planificado.

## Asentamiento minero

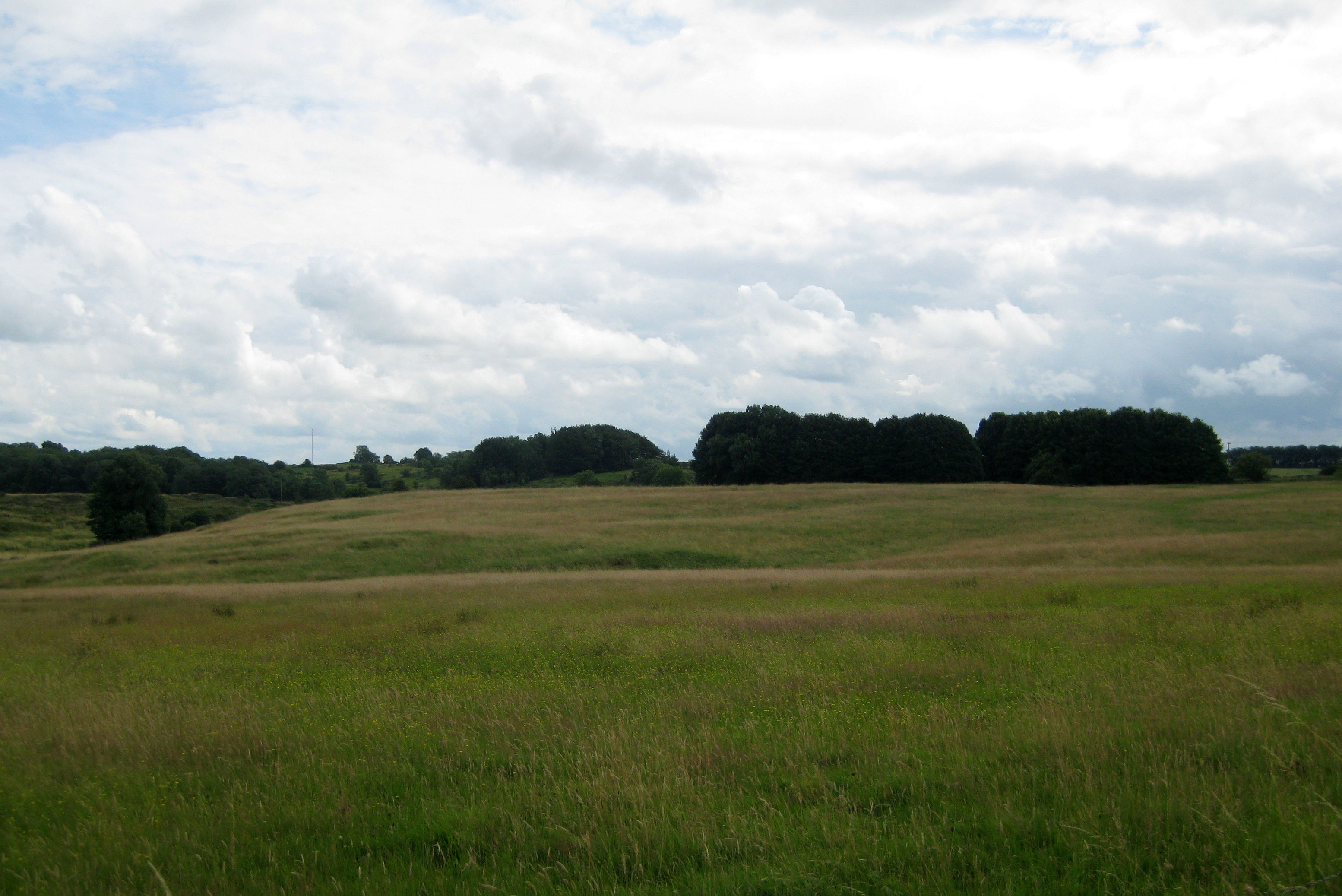
Sitio del fuerte romano

El asentamiento creció alrededor del borde noroeste de las minas prehistóricas de plomo y plata que fueron explotadas por los romanos. El mineral de plomo del distrito de Mendip tenía hasta un 0,4% de contenido de plata, que los romanos usaban para pagar al ejército. Se cree que la extracción comenzó ya en el año 49 d. C. (aunque recientemente la evidencia de lingotes de plomo datables encontrados en el vecindario se ha cuestionado). Al principio, las industrias del plomo y la plata estaban estrictamente controladas por el ejército romano (en el suroeste, por la Segunda Legión) y había un pequeño castrum contiguo a las minas durante el siglo I, que puede, sin embargo, haber sido poco más que un recinto fortificado para almacenar arrabios de plomo. Tras un corto tiempo, la extracción de estos metales se subcontrató a empresas civiles, probablemente debido al bajo contenido de plata. La fundición se llevó a cabo en el sitio donde se han excavado talleres industriales, y el metal se exportó a lo largo de una calzada romana secundaria a Fosse Way, y probablemente a través de un pequeño puerto interior en las cercanías de Cheddar.

## Anfiteatro

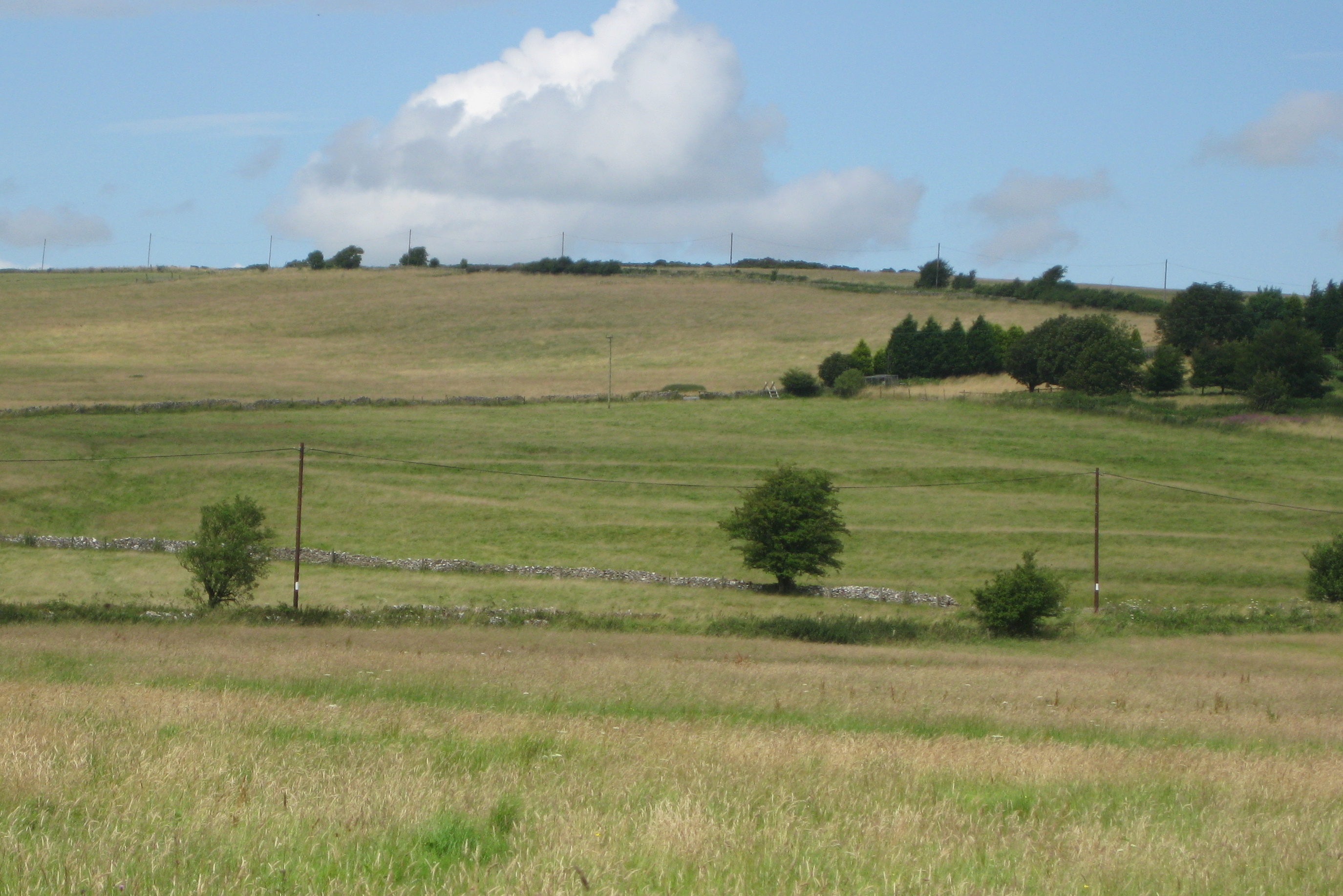
Vista del antiguo recinto y sitio de la ciudad romana

Un anfiteatro se encontraba al oeste del asentamiento. Es el único en Inglaterra que existe en una mina de plomo y es una prueba adicional de la importancia del plomo de Mendip para los romanos. Mide 32m x 24,4m y los bancos para los asientos sobreviven 4,5m por encima de la arena. Fue inspeccionado en 1909. Probablemente fue un lugar de entretenimiento para los soldados en la fortaleza romana que se estableció aquí.